# Centro Olímpico de Treinamento
Centro Olímpico de Treinamento é um complexo de treinamento esportivo localizado dentro do Parque Olímpico do Rio de Janeiro. É administrado pelo Ministério do Esporte e considerado o principal legado esportivo dos Jogos Olímpicos e Paralímpicos de Verão de 2016.
É formado por 5 arenas esportivas próprias, sendo quatro delas capazes de receber competições e público, e uma apenas para treinamento.
- Arena Carioca 1 (capacidade: 16.000 pessoas)
- Arena Carioca 2 (apenas treinamento)
- Estádio Maria Esther Bueno (10.000 pessoas)
- Parque Aquático Maria Lenk (5.000 pessoas)
- Velódromo (5.000 pessoas)

O Centro Olímpico de Tênis, do qual faz parte o Estádio Maria Esther Bueno, conta ainda com 8 quadras auxiliares, sendo uma delas preparada para receber arquibancadas temporárias com capacidade para 3.000 espectadores.
Também faz parte do Centro Olímpico de Treinamento a quadra de aquecimento da Arena Olímpica do Rio.